# Co nového, Scooby-Doo?
Co nového, Scooby-Doo? (v anglickém originále What's New, Scooby-Doo?) je americký animovaný televizní seriál, který byl premiérově vysílán od roku 2002 do roku 2006 na televizní stanici Kids' WB. V Česku byl seriál uveden na TV Prima, později ho odkoupila TV Nova a uvedla ho na stanici Nova Gold. První díl seriálu měl v USA premiéru 14. září 2002, poslední díl měl premiéru 21. července 2006.

## Obsazení

### Hlavní postavy
- Fred Jones: Vůdce celé party, odborník na výrobu pastí k chytání strašidel.
- Daphne Blakeová: Bohatá a půvabná členka party. Vyzná se v otázkách módy, zaleží jí na svém vzhledu.
- Velma Dinkleyová: Nejchytřejší členka party. Je krátkozraká, takže musí nosit brýle. Jejím nápadníkem je Gibby Norton, který se jí snaží získat.
- Shaggy Rogers: Jeho nejlepším přítelem je Scooby-Doo. Nechá se jednoduše vystrašit a má velké nadšení pro jídlo.
- Scooby-Doo: Mluvící pes (konkrétně doga), jehož nejlepším přítelem je Shaggy. Je veselý, ale také velice ustrašený. Stejně jako Shaggy má velmi rozvinutou chuť k jídlu.

## Dabing
| Postava          | český dabér      |
| ---------------- | ---------------- |
| Fred Jones       | Pavel Vondra     |
| Daphne Blakeová  | Jana Mařasová    |
| Velma Dinkleyová | Hana Krtičková   |
| Shaggy Rogers    | Antonín Navrátil |
| Scooby-Doo       | Pavel Rímský     |

Vedlejší role namluvili: Bohdan Tůma, Zbyšek Pantůček, Marek Libert, Jiří Plachý a další...

## Vysílání
| Řada | Díly | Premiéra v USA | Premiéra v USA    | Premiéra v ČR | Premiéra v ČR |
| Řada | Díly | První díl      | Poslední díl      | První díl     | Poslední díl  |
| ---- | ---- | -------------- | ----------------- | ------------- | ------------- |
| 1    | 14   | 14. září 2002  | 22. března 2003   | 2006          | 2006          |
| 2    | 14   | 13. září 2003  | 27. března 2004   | vysíláno      | vysíláno      |
| 3    | 14   | 29. ledna 2005 | 21. července 2006 | vysíláno      | vysíláno      |

Celkem bylo odvysíláno 42 dílů seriálu ve třech řadách.